# Arthur: The Quest for Excalibur
Arthur: The Quest for Excalibur är ett textäventyrsspel utformat av Bob Bates och utgivet av Infocom 1989. Det är ett av de sista spelen från Infocom.
Man spelar som en ung Arthur vilken skall dra svärdet Excalibur ur stenen, och på så vis bli kung av England, när den onde Lot anländer med sina soldater och forslar bort både svärdet och stenen. I en grotta i närheten finner man Merlin och han berättar för en att man inte bara måste skaffa tillbaka svärdet, utan också bevisa att man är värdig att bli kung. Man måste visa erfarenhet, ridderlighet och visdom. Merlin lär en också hur man förvandlar sig till olika djur, vilket ger en nya förmågor som kan hjälpa en lösa olika problem. Med detta börjar man sitt sökande efter svärdet Excalibur. Man måste hitta det inom tre dagar, annars blir Lot kung av England.
Spelet har ett grafiskt gränssnitt, till skillnad från de flesta spel från Infocom, men det är möjligt att spela det helt i textläge. I bildläge ser man en bild på den översta tredjedelen av skärmen och texten upptar resten av skärmen. Spelets gränssnitt gör att man kan växla mellan en grafisk representation av platsen där man är, en textbeskrivning av denna plats, en karta över miljön, ett diagram över hur långt man utvecklats inom färdigheterna och en lista över vad man bär. Man kan växla mellan de olika lägena med ett tryck på en funktionstangent. Spelet har inbyggda ledtrådar, vilka man kan få fram genom att se in i Merlins kristallkula.
Med spelet följer även Book of Hours, ett häfte utformat som en bok som indelar dygnet i olika delar och tideböner. I häftet finns även en dikt som ett slags kopieringsskydd, en del av dikten används som lösenord i själva spelet.

## Mottagande
Datormagazin tyckte att spelet hade en god stämning och att det var det bästa spelet Infocom släppt på länge, men att det hade lite problem med synonymer, och gav spelet 7/10 i betyg.